# Planta insectari
Les plantes insectari són aquelles que es cultiven per atraure, alimentar i protegir els parasitoides i els depredadors d'insectes que poden esdevenirplaga, i així millorar-ne el control biològic i oferir una alternativa més segura i natural als pesticides. Les plantes insectaris proporcionen una font alternativa d'aliment, nèctar i pol·len, de la qual els adults de moltes espècies d'enemics naturals necessiten com a part de la seua dieta. Fins i tot, encara que la població de fitòfags siga abundant, certs enemics naturals seran menys abundants, de vida més curta o produiran menys descendència sinó hi ha nèctar i pol·len disponibles. Aquestes plantes poden allotjar preses alternatives que localment alimentaran els enemics naturals i els mantindran les poblacions d'enemics naturals abundants. Aquestes plantes amb flor també proporcionen nèctar, pol·len i recer per a les abelles i altres insectes pol·linitzadors.

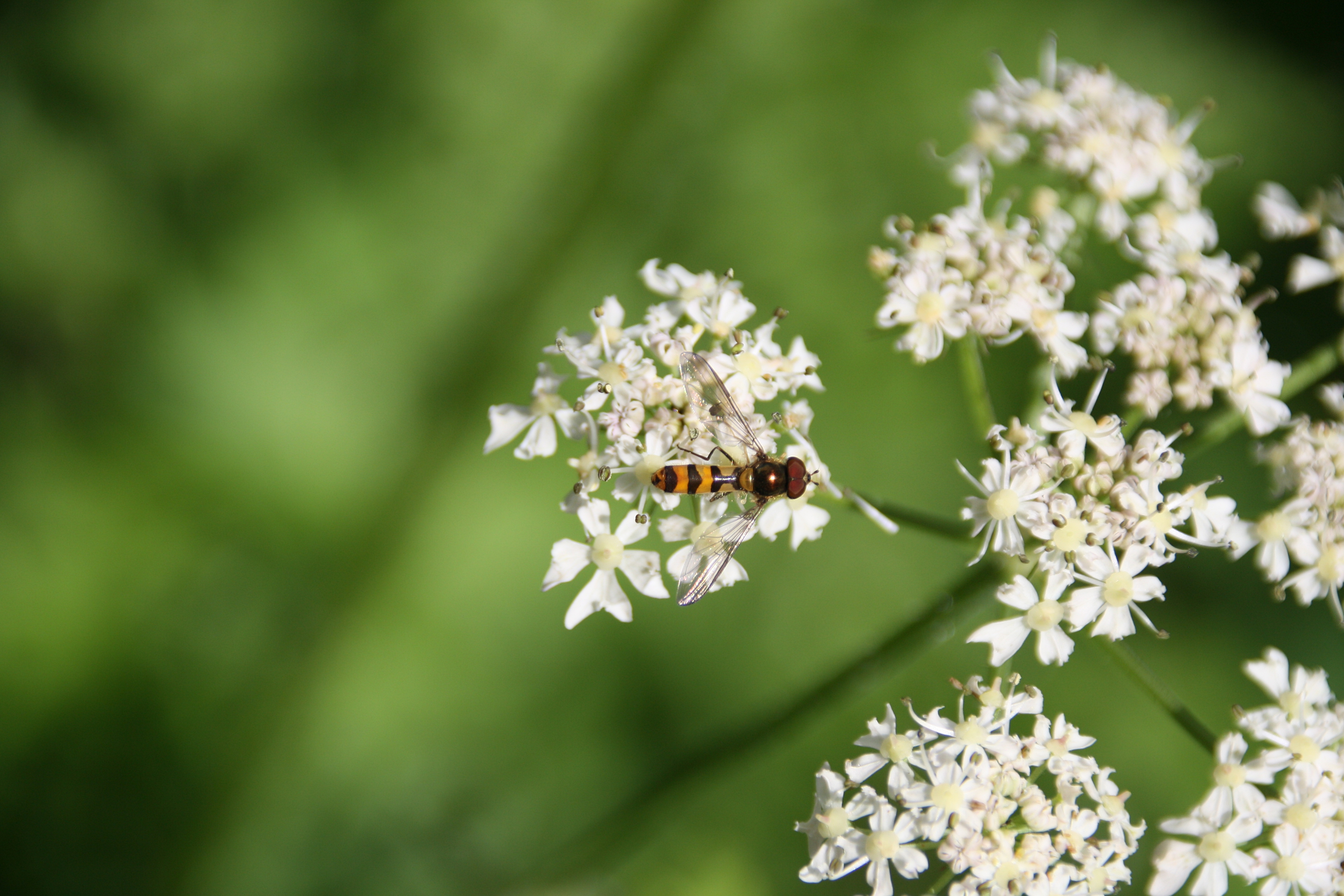
Sírfid sobre una apiàcia.

Encara que els següents termes s'empren moltes vegades indistintament, les plantes companyes, els cultius de cobertura i les bardisses cultivades amb altres finalitats també poden servir com a plantes insectari. El paisatge agrícola és un enfocament de la granja sencera per conservar les espècies desitjables i inclou l'ús de plantes acompanyes i insectari, cultius de cobertura, bardisses i molt més.
Les plantes insectari augmenten l'abundància i l'eficàcia dels enemics naturals que ajuden a suprimir les possibles poblacions plaga. La utilitat d'aquestes plantes per atreure, alimentar i protegir els enemics naturals varia segons les especificitats de la seua plantació i manteniment, i la situació de l'hort associat. El control biològic de plagues es pot millorar a les proximitats de les plantes insectari, però minva a mesura que augmenta la distància d'aquestes.
Les plantacions d'aquest tipus de plantes requereix maneig i alguns tipus ocupen espai que d'una altra manera podria usar-se per a cultivar més cultius comercialitzats. Es necessiten pràctiques addicionals per a conservar els enemics naturals i els pol·linitzadors per a suprimir adequadament l'abundància de plagues i els seus danys. Depenent de la situació de creixement i els problemes de plagues, és possible que les plantes insectari no sempre ajuden a augmentar els controls biològics, i més.
Les plantes companyes, els cultius de cobertura i les tanques cultivades per a altres fins també poden servir com a plantes insectari; els termes a vegades s'usen indistintament. Farmscaping és un enfocament de tota la granja per a conservar espècies desitjables i inclou l'ús de plantes companyes i insectari, cultius de cobertura i tanques. Les plantes insectari augmenten l'abundància i l'eficàcia dels enemics naturals que ajuden a suprimir les poblacions de plagues. La utilitat d'aquestes espècies per a atraure, alimentar i protegir els enemics naturals varia segons els detalls de la seua plantació i manteniment i la situació del cultiu o jardí associat. El control biològic de plagues pot millorar-se incloent plantes insectari, però el seu efecte baixa a mesura que augmenta la distància entre elles.
El control biològic pot ser efectiu només quan els plaguicides aplicats i les altres pràctiques de maneig són compatibles amb la conservació dels enemics naturals. Preservar els enemics naturals residents triant controls culturals, mecànics i químics selectius que no maten als paràsits i depredadors ni interferisquen amb les seues activitats. Utilitze un programa de maneig integrat de plagues (MIP) per a maximitzar l'eficàcia del control biològic i minimitzar l'abundància i el danys de les plagues.

## Patró de plantació
Les plantes insectaris poden vorejar o envoltar camps de conreu, horts i plantes ornamentals, o plantar-se en grups o fileres. Com i on es cultiven aquestes plantes depén de factors com l'ús de la terra, les condicions del lloc i la mesura en què les plantes estan destinades. Per exemple, les bardisses al llarg de les vores del camp poden servir com a plantes insectari i paravents sense llevar terra per a la producció. És necessari crear i restaurar bardisses i altres plantacions en les vores dels camps per a promoure un hàbitat en les finques per a pol·linitzadors i enemics naturals a fi de sostindre la producció mundial d'aliments sans en els sistemes agrícoles intensius.

## Selecció d'espècies i maneig
Cultivar la combinació correcta de plantes que floreixen seqüencialment pot proporcionar nèctar i pol·len per als enemics naturals adults durant tot l'any. Cal triar espècies de plantes i cultivars que estiguen ben adaptats al sòl local i a l'entorn de creixement i que siguen compatibles amb el creixement i el maneig cultural de les altres plantes desitjables que es cultiven. Certs cultius, paisatges comestibles i ornamentals estèticament agradables poden servir com a plantes insectari.
Cal evitar les espècies que alberguen plagues d'artròpodes o patògens de plantes que poden moure's per a danyar cultius o plantes ornamentals pròximes. És recomanable consultar publicacions sobre les plantes que són considerades plantes insectaris.
En moltes situacions cal reg ocasional per a mantindre les plantacions d'insectes. Per exemple, les plantes insectari perennes tolerants a la sequera es poden plantar en la tardor abans de la temporada de pluges en clima mediterrani, es poden regar cada 1-3 setmanes durant la temporada de sequera durant els primers 3 anys i després es poden regar amb menys freqüència durant les temporades de sequera posteriors, segons el clima local. La sega, la poda i la sega durant unes certes etapes de la producció de cultius o la collita, i la replantació o ressembrada són altres pràctiques comunes de maneig. Les plagues de vertebrats, com els conills i les adventícies, han de controlar-se per a evitar danys als cultius.
En la graella que segueix s'observen algunes plantes insectari i els enemics naturals als quals atrauen:
| Fitòfags | Depredadors i parasitoides | Planta insectari                              |
| Cotonet, àfids, àcars, trips, mosques menudes | Crisòpids, Aphidius, marietes | Achillea filipendulina                        |
| Àfids, pseudocòccids | Sírfids | Alyssum                                       |
| Llimacs, erugues menudes, larves | Caràbids | Amarants (Amaranthus)                         |
| Larves | Vespa parasitoide (Tiphia) | Peònies, Pyracantha, forsítia                 |
| Mosca blanca, arnes, escarabats, larves de mosca, cotonet, àfids, àcars, trips, mosques menudes                                                                          | Icneumònids, marietes, crisòpids | Anet (Anethum graveolens)                     |
| Cotonet, àfids, àcars, trips, mosques menudes | Crisòpids | Angèlica coreana (Angelica gigas)             |
| Àfids, àcars, pseudocòccids | Marietes, sírfids | Convolvulus minor                             |
| Cotonet, àfids, àcars, trips, mosques menudes, pseudocòccids, mosca blanca, arnes, escarabats, larves de mosca                                                           | Sírfids, vespes parasitoides, crisòpids | Cosmos (Cosmos bipinnatus)                    |
| Mosca blanca, àfids, trips, aranya roja | Dicyphus (mírids) | Digitalis                                     |
| Cotonet, àfids, àcars, trips, mosques menudes, pseudocòccids | Crisòpids, marietes, sírfids | Carlota (Daucus carota)                       |
| Ous de molts fitòfags, cotonet, àfids, àcars, trips, mosques menudes | Nàbids, marietes, crisòpids | Fenoll (Foeniculum vulgare)                   |
| Trips, àfids, àcars, cotonet, mosca blanca, mosca de l'humus | Orius, àcars depredadors | Gira-sol (Helianthus annuus)                  |
| Àfids, pseudocòccids | Sírfids | Iberis umbellata                              |
| Àfids, pseudocòccids, mosca blanca, arnes, escarabats, larves de mosca                                                                                                   | Sírfids, vespes parasitoides | Saladina (Limonium latifolium)                |
| Àfids, pseudocòccids | Aphidius, Aphidoletes, sírfids | Tramús (Lupinus)                              |
| Mosca blanca, arnes, escarabats, larves de mosca, erugues, larves d'escarabats i mosques                                                                                 | Vespes parasitoides, taquínids | Melissa (Melissa officinalis)                 |
| Mosca blanca, arnes, escarabats, larves de mosca, erugues, larves d'escarabats i mosques, àfids, pseudocòccids                                                           | Vespes parasitoides, sírfids, taquínids | Julivert (Petroselinum crispum)               |
| Trips, àfids, àcars, cotonet, mosca blanca | Orius, àcars depredadors | Margarida (Leucanthemum)                      |
| Trips, àfids, àcars, cotonet, mosca blanca | Orius, Aphidius | Gira-sols                                     |
| Cotonet, àfids, àcars, trips, mosques menudes | Marietes, crisòpids | Tanarida (Tanacetum vulgare)                  |
| Mosca blanca, àfids, trips, aranya roja | Dicyphus (mírids) | Trepó (Verbascum thapsus)                     |
| Homòpters, aranya roja, trips, mosca blanca (especialment mosca blanca del tabac), minadors de fulles, psíl·lids, lepidòpters, larves d'escarabats, Helicoverpa armigera | Chrysoperla carnea | Crepis capillaris                             |
| Mosca blanca, àfids, trips, aranya roja, psíl·lids, psocòpters i ous de diversos tipus d'insectes (lepidòpters, himenòpters...)                                          | Antocòrids i mírids | arçot (Rhamnus lycioides)                     |
| Cotonet | Anagyrus pseudococci | fajol (Fagopyrum esculentum)                  |
| Àfids | Sírfids, Diaeretiella rapae | Sarronets de pastor (Capsella bursa-pastoris) |
| Àfids (Myzus persicae, Aphis gossypii), Plutella xylostella, blanqueta de la col, arna de la tomata,                                                                     | Cotesia glomerata, Diadegma semiclausum, Stenomesius japonicus, Dolichogenidea tasmanica, Trichogramma carverae, Aphidius colemani, Episyrphus balteatus | mostassa blanca (Sinapis alba)                |

## Possibles estratègies
Les plantes cultivades per a altres fins també poden servir com a plantes insectari per a enemics naturals o per a millorar el control biològic de plagues.
- Plantes búnquer. Els hostes d'espècies de fitòfags que no s'alimenten dels cultius o altres plantes desitjables poden usar-se per a criar determinats enemics naturals. Per exemple, plantes infestades amb àfids, d'espècies diferents a les que depreden el cultiu, poden ser inoculades amb parasitoides o depredadors que es reproduiran en aquestes. Aquestes plantes búnquer (per exemple en cossiols) amb una espècie de pugó que no s'alimenta del cultiu junt amb els seus parasitoides i/o depredadors es dispersen per un hivernacle o viver per a proporcionar una font contínua d'enemics naturals que es dispersen per a depredar l'espècie de pugó pròpia del cultiu. Aquesta estratègia és molt emprada per al control d'àfids en hivernacles.
- Banc d'escarabats. Les franges permanents plantades amb poàcies o altres plantes perennes de baix creixement alberguen invertebrats depredadors que habiten en el sòl. Els escarabats terrestres depredadors, estafilínids i les aranyes poden ser eliminats de les àrees de cultiu per la collita, el guaret estacional o l'aplicació de certs agro-tòxics, per aquesta raó protegint monticles o franges protegides (bancs d'escarabats) d'aquests manejos aquesta fauna útil podrà recolonitzar les àrees cultivades de nou.
- Plantes companyes. Es poden cultivar diferents espècies de plantes juntes amb la finalitat de beneficiar a una o més d'aquestes. Alguns cultius poden beneficiar-se en plantar altres espècies que excloguen les plantes adventícies, milloren el sòl, augmenten l'abundància de pol·linitzadors, protegeixen físicament o donen suport al cultiu i augmenten l'abundància d'enemics naturals. A més de beneficiar al cultiu primari, es poden collir i utilitzar plantes complementàries ideals, com a mescles compatibles d'herbes mengívoles, flors tallades i verdures. Quan es poden collir múltiples espècies cultivades juntes per a la venda o un altre ús, aquesta estratègia de producció de cultius es denomina policultiu.
- Cultiu de cobertura. Aquestes plantes de baix creixement, ajuden a controlar la fertilitat, l'erosió i el cultiu del sòl (característiques físiques com la ventilació i la facilitat de cultiu), i la infiltració d'aigua (drenatge) i l'escolament no es cullen. Una coberta de sòl suprimeix les herbes adventícies i millora la producció de la collita. Els cultius de cobertura s'utilitzen en la producció d'hortalisses, vinyes i cultius arboris com ara les nogueres.
- Bardissa. Les franges d'arbustos, arbres i altres plantes perennes que voregen cultius i horts brinden molts beneficis i utilitzen productivament els marges que no es poden cultivar. Les plantacions de bardisses poden excloure espècies d'adventícies indesitjables, millorar la qualitat de l'aire, reduir l'erosió i proporcionar ombra, hàbitat per a la vida silvestre i protecció contra el vent, a més de servir com a plantes insectari que milloren el control biològic de plagues, la pol·linització i la sostenibilitat de les finques.
- Marges o bandes florals. Aquestes estructures biològiques es col·loquen a les vores dels cultius poden augmentar l'abundància i la longevitat de pol·linitzadors i enemics naturals.

## Suggeriments d'implementació
1. Intercalar bancals d'hortícoles amb fileres o illes de plantes insectari anuals. Això afegirà elements decoratius als teus bancals mentre atrau la fauna útil cap a les seues preses.
2. Permetre que algunes verdures florisquen. Per exemple, les flors de les brassicàcies (col, col verda, bròquil, col de Brussel·les, bleda xinesa) també són atractives per als insectes benèfics.
3. Incloure plantes insectari de diferents altures. Els escarabats terrestres requereixen la cobertura proporcionada per plantes de baix creixement com el timó, el romer o la menta. Els crisòpids ponen els seus ous en àrees ombrejades i protegides, per la qual cosa és una bona idea proporcionar aqueixos llocs prop de les plantes de cultiu.
4. Les flors diminutes produïdes en grans quantitats són molt més valuoses que una sola flor gran. Les flors grans i plenes de nèctar en realitat poden ofegar les diminutes vespes parasitoides.
5. Les apiàcies són excel·lents plantes insectari. El fenoll, l'angèlica, el coriandre, l'anet i la carlota silvestre produeixen les diminutes flors en grans inflorescències que atrauen a les vespes parasitoides, sírfids, diversitat de pol·linitzadors...
6. Les asteràcies (margarida i camamil·la) i les lamials (herba-sana, poliol o nepta) atrauran les vespes depredadores, sírfids i asílids.
7. Cultivar adob verd. El trèvol i la veça, comunament utilitzats com a cultius de cobertura per a millorar el sòl, també són plantes insectari eficaces.
8. Les aromàtiques (coriandre, anet i fenoll) atrauen sírfids, crisòpids, marietes i taquínids al seu jardí. El coriandre és una de les millors plantes insectari. Les flors de l'alcaravia, cerfull, anet, fenoll i julivert també són valuoses per als enemics naturals.[4]

Cal tindre en compte que una certa part de les plantes insectari ha de ser de llarg termini i formar part de les estructures ecològiques de l'hort. Els resultats d'aquestes estratègies no són instantanis ni concloents, més bé, els beneficis són acumulatius, és a dir, que a mesura que les plantes i el conjunt madure i s'establisquen poblacions permanents d'enemics naturals, minvarà la necessitat d'actuació (insecticides de tot tipus i qualsevol altres maneig de control de plagues). D'aquesta manera l'agroecosistema augmentarà en biodiversitat i per tant, en resiliència i equilibri. Qualsevol insecticida mata tant a la població plaga com a enemics naturals, per això cal prescindir d'aquests en els conreus ecològics.